# 77 Bombay Street
77 Bombay Street – zespół założony w 2007 przez czterech braci Mattiego, Joego, Esrę oraz Simri-Ramon'a Buchli w szwajcarskim kantonie Gryzonia, grający indie rock i folk rock.

## Życiorys
Czterej bracia: Matt (1982), Joe (1984), Esra (1986) i Simri-Ramon Buchli (1990), wychowali się w dziesięcioosobowej rodzinie w Bazylei. W 2001 rodzina przeniosła się do Adelaide w Australii przy ulicy 77 Bombay Street, stąd nazwa zespołu. Następnie czterej bracia przeprowadzili się do Scharans w Domleschg, gdzie w 2007 założyli zespół.
W 2009 wygrali Little Prix Walo i MyCokemusic Contest. Otrzymali złotą i platynową płytę.

## Dyskografia

### Albumy
- 2011 Up in the Sky
- 2012 Oko Town
- 2015 Seven Mountains

### EP
- 2008 Dead Bird

### Single
- 2009 Say Love
- 2010 47 Millionaires
- 2011 Long Way
- 2011 Up in the Sky
- 2011 I Love Lady Gaga
- 2012 Waiting for Tomorrow
- 2012 Low On Air